# Torre Ruggieri
La Torre Ruggieri está ubicada en la calle Silvio L. Ruggieri 2935 del barrio de Palermo, en Buenos Aires, Argentina. Hace parte del complejo Torres de Bulnes.
Su principal uso es el de residencial. La torre suele encasillarse dentro del estilo artístico llamado postmoderno. El edificio cuenta con 37 plantas que poseen un total de 148 departamentos u oficinas.
Tiene un superficie de 22.500 m² y fue diseñada por M/SG/S/S/S Arquitectos.